# Riki Musso y sus fabulosos los Formidables
Riki Musso y sus fabulosos Los Formidables es un proyecto de rock indie uruguayo formado en Montevideo e integrado por Riki Musso en guitarra y voz, Andrés Coutinho en batería, Javier Depauli en bajo y Santiago Peralta en guitarra. El primer lanzamiento de la banda fue Pájaro Batman, también conocido como EP 2016, el 27 de septiembre de 2016 en la página oficial de Bandcamp de Riki Musso. Fue reeditado para su lanzamiento en Spotify en 2020.

## Historia
El proyecto surge en 2014 con Leonardo Baroncini como baterista en el disco de Riki Musso ¡Formidable!. Producción que alcanzó más de 7000 descargas gratuitas en el sitio oficial de Riki Musso, trabajo que obtuvo gran recepción de la crítica y el público, del cual salen la mayoría de los nuevos éxitos de Riki Musso como "La flor de la sandía" "Nuestro aporte" "La estrella del baile" "La casa del sudaca" entre otros. Los integrantes actuales del grupo "Los Formidables" son: Riki Musso, Andrés Coutinho y Santiago Peralta de Eté & Los Problems y Javier Depauli de Buitres después de la una
La banda ha participado de múltiples presentaciones en vivo desde su fundación, en el 2014 se presentaron en el Antel Fest, en el 2015 tocaron como banda telonera de La Vela Puerca en el Luna Park de Buenos Aires y en el Velódromo Municipal de Montevideo. Han realizado presentaciones en La Trastienda Club Montevideo, Montevideo Music Box, la Sala Zavala Muniz, entre otros eventos.
En 2015 el conjunto se presentó junto con The Supersonicos en el Teatro El Galpón. Además participó en un ciclo televisivo producido por AGADU llamado "Autores en vivo", cuya actuación se encuentra disponible en la página oficial de YouTube de Riki Musso. Un año después la banda lanzó un EP en Bandcamp titulado "Pájaro Batman", cuyos temas "Pájaro Batman", "Frutos del Mar" y "Buen Día Wendy" se incorporarian al repertorio de la banda.

## Discografía
- Pájaro Batman (EP, Independiente) 2016